# Priorij Emmaus
Priorij Emmaus was een klooster van de Kanunnikessen van het Heilig Graf in Maarssen in Nederlandse provincie Utrecht. Deze rooms-katholieke orde kocht in 1957 de zeventiende-eeuwse buitenplaats Doornburgh.
Enkele jaren later liet de orde door Jan de Jong, leerling van Dom van der Laan, achter het landhuis, bij de Vecht, een priorij met pandhof bouwen. Het ontwerp was in de stijl van de Bossche School. Het nieuwe klooster werd in 1966 ingewijd door kardinaal Alfrink. Het 17e-eeuwse buitenhuis Doornburgh werd sindsdien  gebruikt als gastenhuis. In 1975 werd de wandsculptuur 'Verrijzende Christus' van beeldhouwer René van Seumeren geplaatst.
Het klooster, dat al op de gemeentelijke monumentenlijst van de voormalige gemeente Maarssen stond, is in 2013 geplaatst op de top-90 van het Beschermingsprogramma Wederopbouw 1959-1965. Het werd vervolgens in 2016 opgenomen in het register van rijksmonumenten waarin de oudere gebouwen van de buitenplaats al eerder een plek vonden.
In het park is een begraafplaats aanwezig waar een aantal zusters begraven liggen die woonachtig zijn geweest in het klooster zelf.

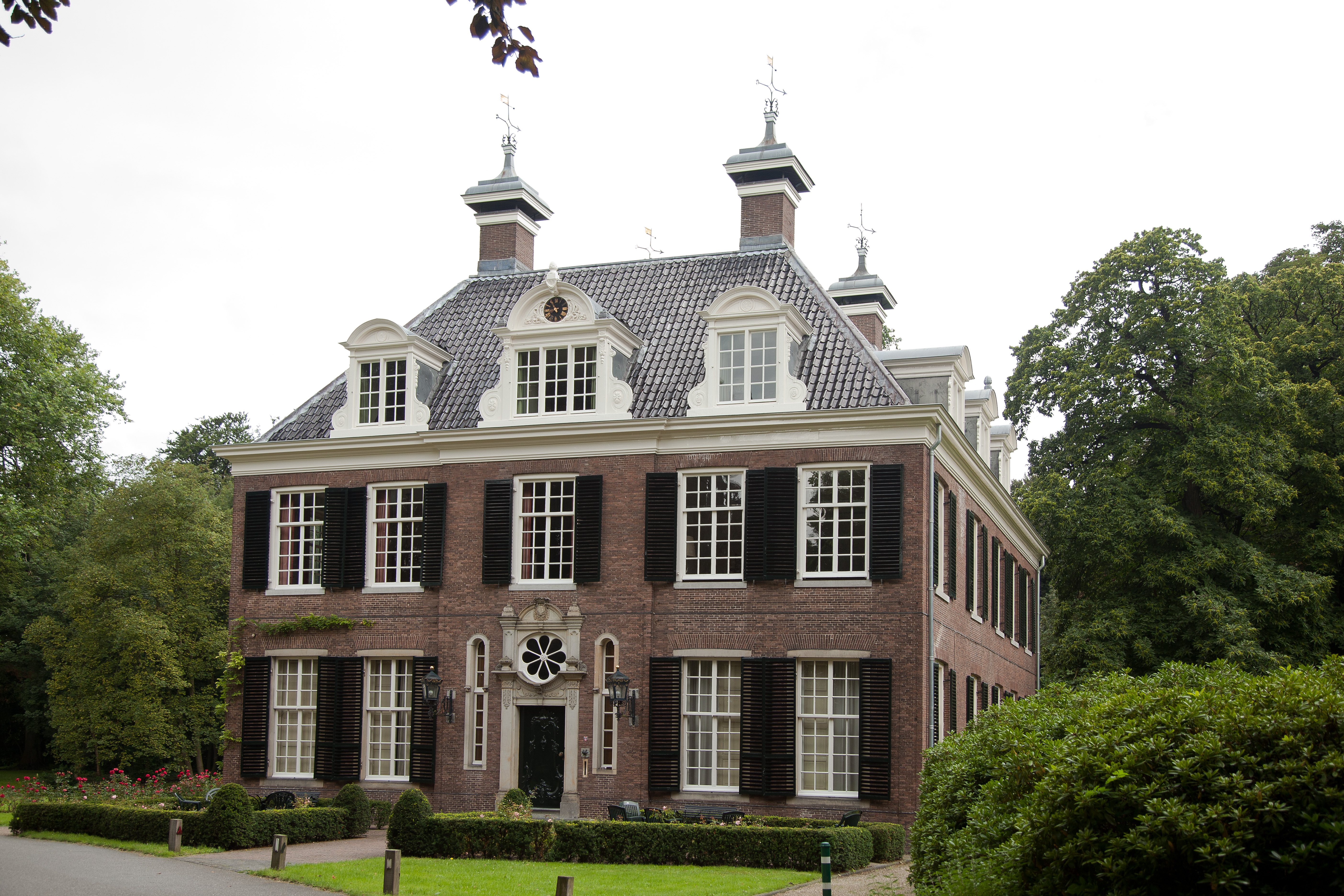
Buitenhuis Doornburgh
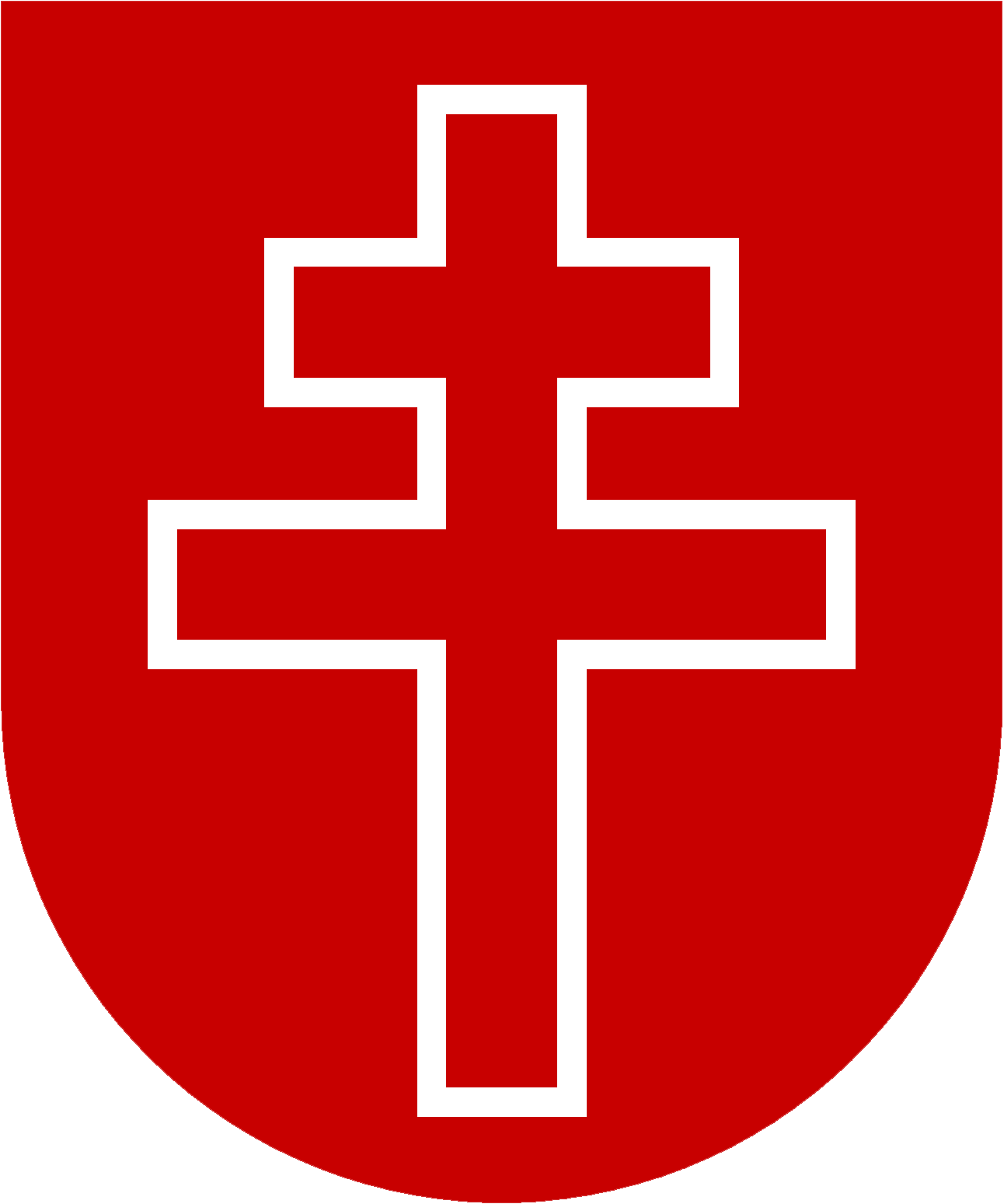
Het embleem van de orde
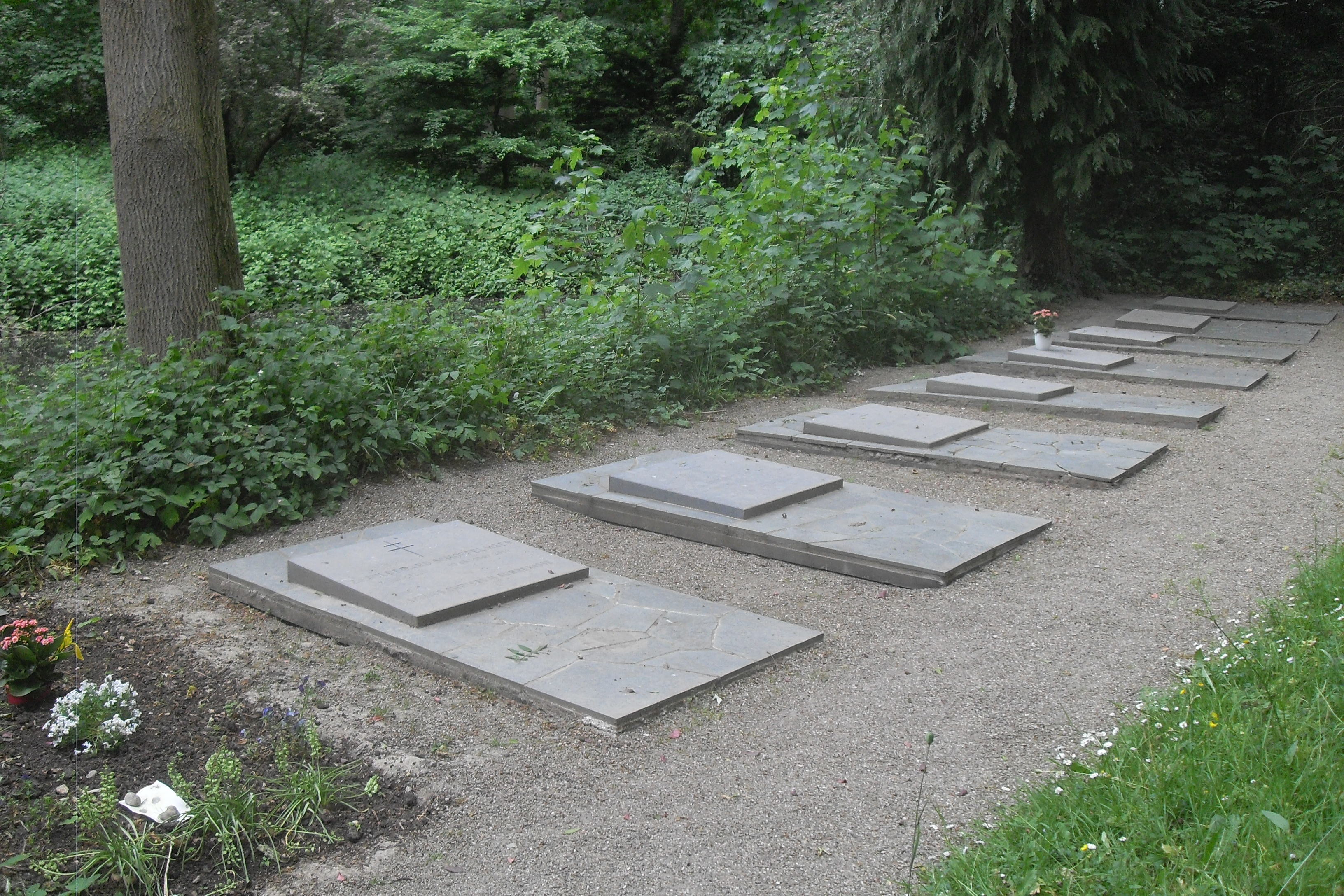
kloosterkerkhof landgoed Doornburgh

## Ontmoetingsplek voor kunst en wetenschap
In 2017 werd Doornburgh, inclusief priorij Emmaus, aangekocht door de organisatie MeyerBergman Erfgoed Groep. Het wordt sindsdien getransformeerd tot een ontmoetingsplaats voor kunst en wetenschap. In de priorij worden tentoonstellingen, voorstellingen en lezingen georganiseerd, rondom de thema's kunst en wetenschap. Een aantal van de zusterverblijven wordt getransformeerd tot artist-in-residence en scientist-in residence faciliteiten. Het park is sinds 2018 openbaar toegankelijk voor publiek. Vanaf 2018 is er ook een restaurant gevestigd in de priorij.

## Galerij

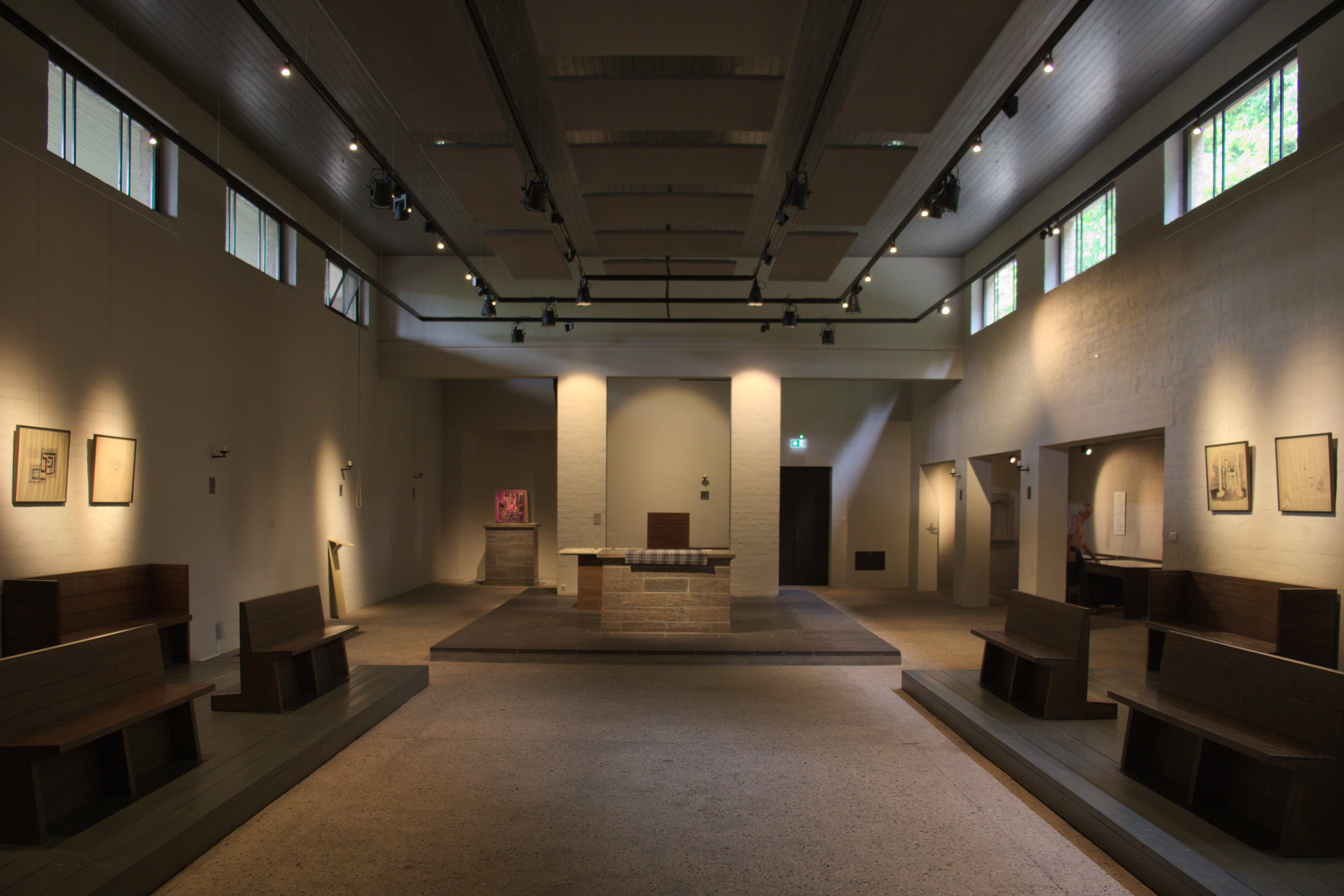
Voormalige kapel van de priorij.
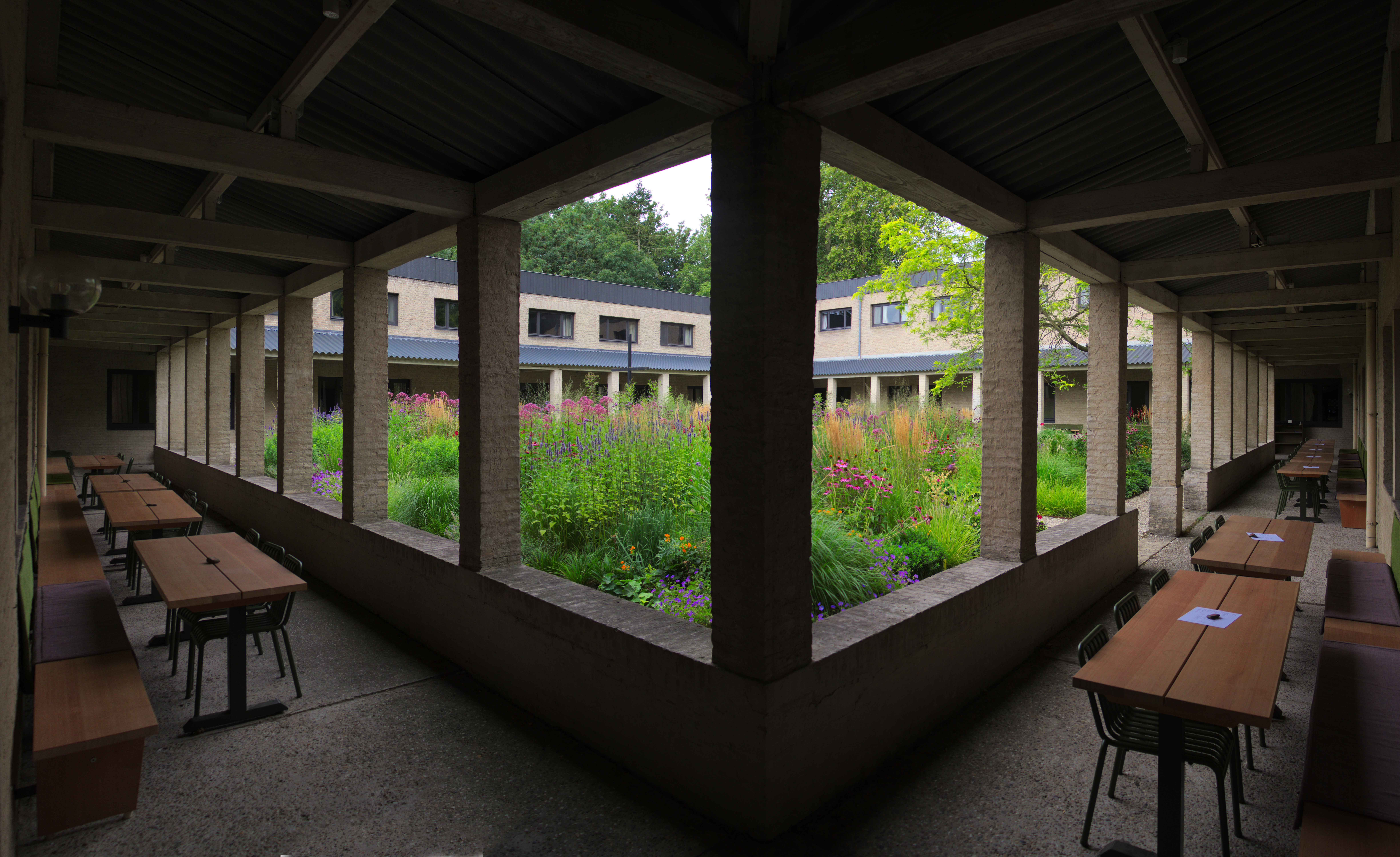
De kloostergang van het complex.
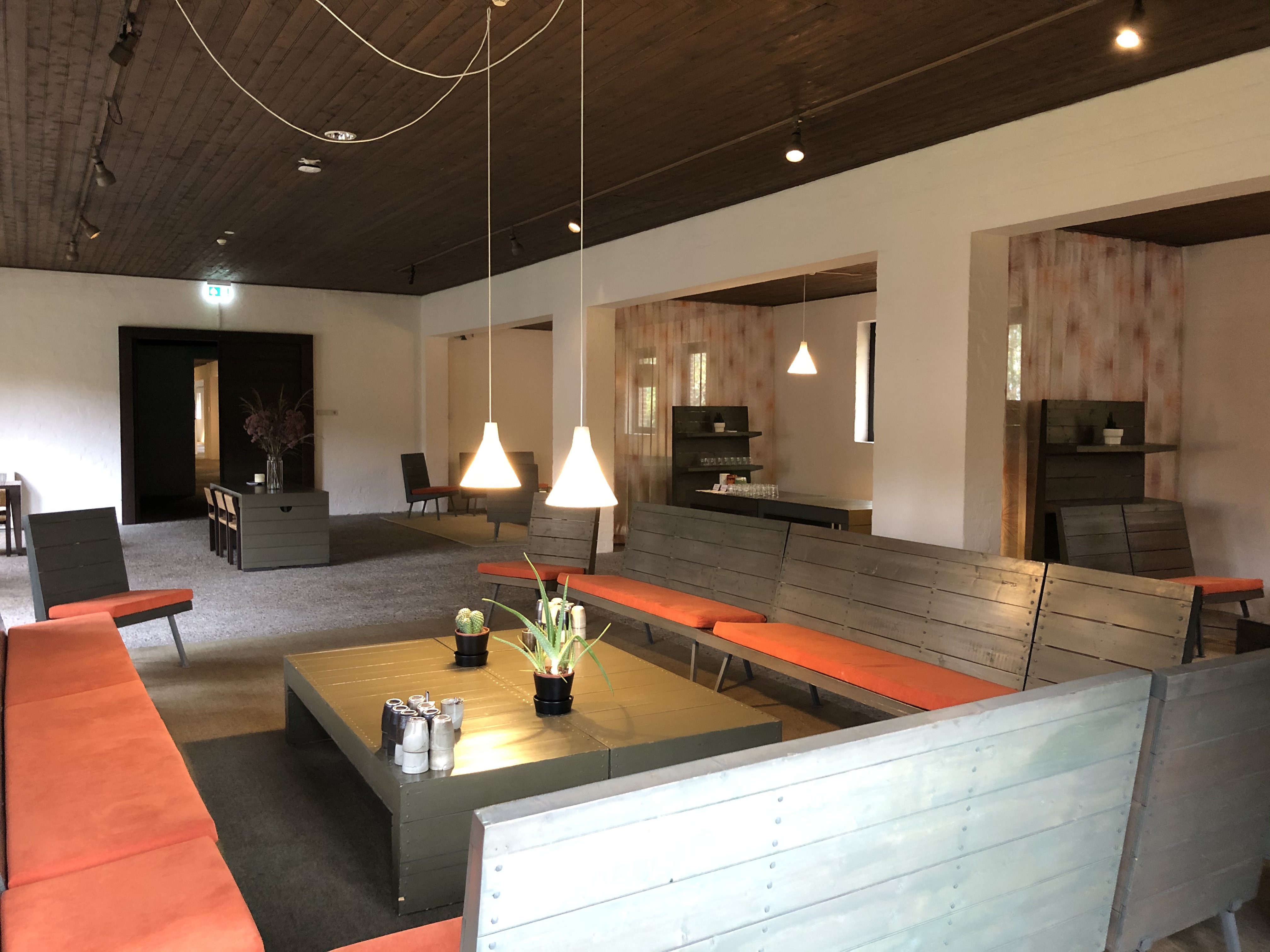
Ontspanningsruimte.
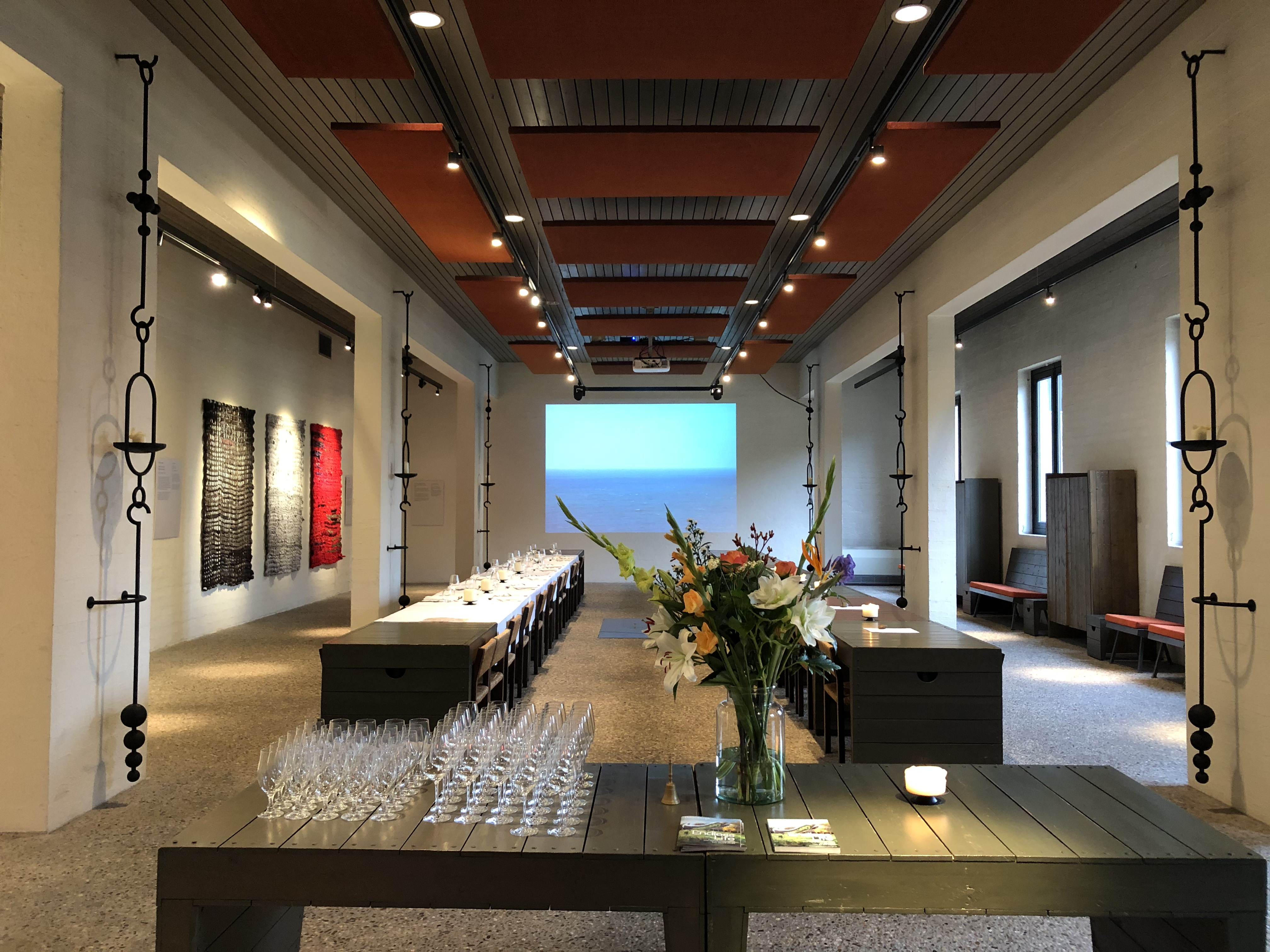
Voormalige refter, thans het restaurant De Zusters.
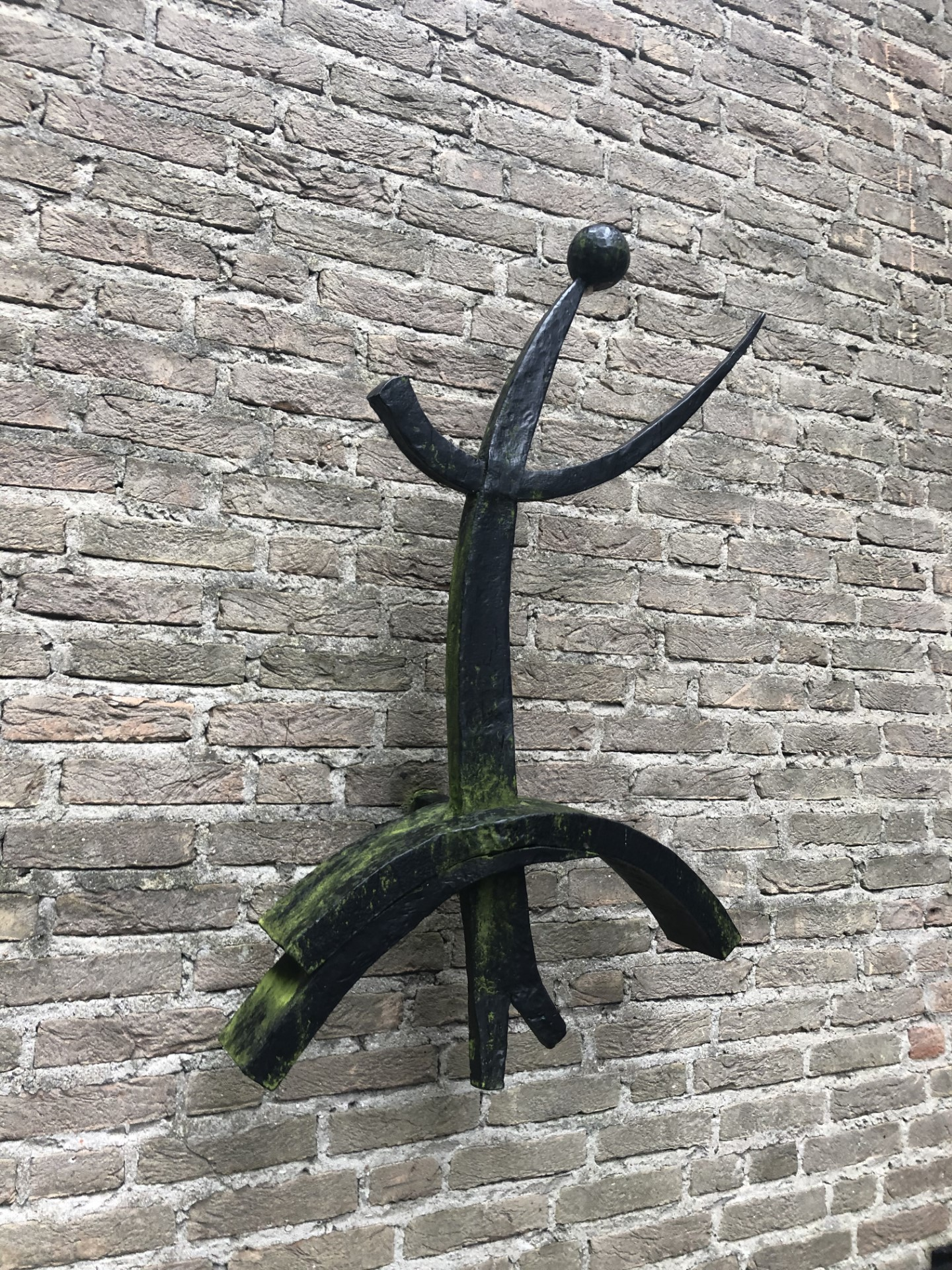
Wandsculptuur René van Seumeren